# Godschalk van Aken
Godschalk van Aken, Latijns Godescalcus (* 1e helft 11e eeuw; † na 1103), was een middeleeuws geestelijke, staatsman, dichter en componist. Hij was als proost verbonden aan het Mariastift in Aken en het Sint-Servaaskapittel in Maastricht, en was daarnaast in dienst van verschillende koningen en keizers van het Heilige Roomse Rijk.

## Leven
Over Godschalks leven is weinig bekend. Onzeker is het begin van zijn loopbaan als monnik van de Abdij Limburg. Zeker is dat hij een tijd lang in het klooster van Klingenmünster verbleef. Tussen 1071 en 1084 was hij hofkapelaan van keizer Hendrik IV en notaris van de kanselarij, later bekleedde hij ook andere functies aan het keizerlijke hof. In 1086 volgde hij Humbertus op als proost van Sint-Servaas in Maastricht, een functie waaraan rijke prebenden waren verbonden. Een jaar later wist hij voor de Sint-Servaaskerk de status van rijksvrije kerk te bedingen bij Hendrik IV. Eveneens in 1087 kreeg het kapittel door zijn toedoen de villa Echt terug, die Gerard IV Flamens in bezit had genomen. Goed gedocumenteerd is zijn positie als domproost van Aken, van 1098 tot uiterlijk 1107. Hij stierf op 24 november, maar het jaar van zijn dood is niet bekend.

## Politieke loopbaan
Godschalk was meer dan 30 jaar lang actief voor het keizerlijke hof, tussen 1071 en 1104. Enige invloed had hij bij de investituurstrijd tussen paus en keizer. Onder anderen schreef hij op de Rijksdag te Worms in 1076 de afzettingsbrief van Hendrik IV aan paus Gregorius VII, eindigend met de woorden: Descende, descende ("treed af, treed af"). Godschalk was de eerste die het conflict tussen keizerlijke en pauselijke macht verbeeldde met de tweezwaardenleer.

## Godschalk als dichter en musicus
Godschalk geldt, met Notker de Stotteraar, als een der voornaamste dichters en componisten van sequenzen in de middeleeuwen. Meerdere door hem op muziek gezette werken zijn overgeleverd. Ter ere van de patroonheiligen van de Abdij Limburg (HH. Ireneus en Abundius) schreef hij een officie. Verder schreef hij een aantal religieuze verhandelingen. Voor het in de 11e eeuw nieuw ingestelde kerkelijke feest van de Divisio Apostolorum ("Verspreiding der Apostelen") op 15 juli componeerde hij een sequens. Verder liet hij een aantal preken en religieuze verhandelingen na.
- Gemeinsame Normdatei: 10094325X
- International Standard Name Identifier: 0000 0003 6769 0301
- Library of Congress Control Number: no92027441
- Nationale Bibliotheek van Israël: 987007281269705171
- Virtual International Authority File: 232677393
- WorldCat: E39PBJdrPcGxKBFVVwgHPFvyh3